# Aloe inexpectata
Aloe inexpectata ist eine Pflanzenart der Gattung der Aloen in der Unterfamilie der Affodillgewächse (Asphodeloideae). Das Artepitheton inexpectata stammt aus dem Lateinischen, bedeutet ‚unerwartet‘ und verweist darauf, dass die Art zufällig bei der Suche nach einer anderen Art gefunden wurde.

## Beschreibung

### Vegetative Merkmale
Aloe inexpectata wächst kurz stammbildend, verzweigt von der Basis aus und bildet Gruppen. Die niederliegenden oder aufsteigenden Stämme erreichen eine Länge von 3 bis 12 Zentimeter und sind 4 bis 8 Millimeter dick. Die fünf bis neun ziemlich steifen, horizontal ausgebreiteten Laubblätter sind zweizeilig am Stamm angeordnet. Ihre graugrüne Blattspreite ist 3 bis 5 Zentimeter lang und 0,6 bis 0,9 Zentimeter breit. Die Blattspitze ist spitz. Die schlanken, weichen, deltoiden, weißen Zähne am Blattrand sind 2 bis 3 Millimeter lang und stehen 2 Millimeter voneinander entfernt.

### Blütenstände und Blüten
Der aufrechte, einfache Blütenstand erreicht eine Länge von 20 bis 25 Zentimeter. Die lockeren Trauben sind 5 bis 7 Zentimeter lang und 5 Zentimeter breit. Die Brakteen weisen eine Länge von etwa 5 Millimeter auf. Die zylindrischen bis leicht glockenförmigen, korallenroten Blüten sind an ihrer Mündung fast weiß und stehen an 12 bis 15 Millimeter langen, roten Blütenstielen. Die Blüten sind etwa 20 Millimeter lang. Ihre Perigonblätter sind auf einer Länge von 6 Millimetern nicht miteinander verwachsen. Die Staubblätter und der Griffel ragen kaum aus der Blüte heraus.

## Systematik und Verbreitung
Aloe inexpectata ist auf Madagaskar auf kristallinen Kalksteinklippen in einer Höhe von 1400 Metern verbreitet.
Die Erstbeschreibung durch John Jacob Lavranos und Thomas A. McCoy wurde 2003 veröffentlicht.

## Nachweise